# Laskiv, Volodîmîr-Volînskîi
Laskiv (în ucraineană Ласків) este localitatea de reședință a comunei Laskiv din raionul Volodîmîr-Volînskîi, regiunea Volînia, Ucraina.

## Demografie
Componența lingvistică a localității Laskiv
     Ucraineană (98,68%)
     Rusă (1,17%)
     Alte limbi (0,15%)
Conform recensământului din 2001, majoritatea populației localității Laskiv era vorbitoare de ucraineană (98,68%), existând în minoritate și vorbitori de rusă (1,17%).